# Hilton Moscow Leningradskaya Hotel
Hilton Moscow Leningradskaya Hotel (dawniej Hotel Leningradskaja (ros: Гости́ница Ленингра́дская, dosł. Hotel Leningradzki) – budynek w Moskwie zaliczany do tzw. Siedmiu Sióstr.

## Opis
Budynek został budowany na początku lat 50. w stylu stalinowskim neoklasycznym. Architektura klasycyzmu stalinowskiego miesza rosyjski styl klasycystyczny ze stylem amerykańskich wieżowców z lat 30. Głównym elementem stalinowskiego neoklasycyzmu jest wykorzystanie sztuki socrealizmu. Hotel, ukończony w 1954 roku, został zaprojektowany jako najlepszy luksusowy hotel w Moskwie.
Po wejściu do hotelu, akcenty złota i ręcznie rzeźbiony drewniany strop robią wrażenie na odwiedzających. W holu podziwiać można piękne rzeźby z brązu, błyszczące żyrandole i meble w rosyjskim stylu empire. Klatka schodowa posiada jedną z najdłuższych opraw oświetleniowych na świecie - znajdowała się kiedyś w Księdze Rekordów Guinnessa. Sale i korytarze wyższych pięter hotelu są wyposażone w panele w kolorze ciemnego drewna śliwy i pokoje są z widokiem na Moskwę.
W hotelu znajduje się restauracja, bar, lounge, spa i salon piękności, centrum fitness z basenem, kantor, sklep z pamiątkami, sale konferencyjne, sala balowa grand, i centrum biznesowe.
Wieża Hotel Leningradskaja dominuje nad Placem Komsomolskim, wraz z trzema dworcami (Leningradzki, Jarosławski i Kazański).